# 纪国刚
纪国刚（1962年8月—），男，汉族，吉林延吉人，中华人民共和国政治人物，曾任西藏自治区人大常委会副主任。

## 经历
1979.09－1983.08，长春地质学院地质系区域地质调查及矿产普查专业学习。1983.08－1986.05，国家计委国土局地质处干部（其间：1985.06－1985.11，湖南省地矿局挂职锻炼）。
1986.05－1988.07，国家计委机关团委副书记。1988.07－1993.01，国家计委机关团委书记（副处级）。1993.01－1993.10，国家计委机关团委书记（正处级）。（1992.10－1993.08，河北省灵寿县挂职锻炼）
1993.10－1994.12，国家计委投资司非工业处调研员。1994.12－1998.08，国家计委投资司非工业处处长（其间：1996.04－1998.03，中国社会科学院研究生院财贸经济系商业经济专业学习）。1998.08－2001.09，国家计委投资司公共事业投资处处长。2001.09－2003.05，国家计委投资司助理巡视员。
2003.05－2004.12，国家发展改革委固定资产投资司助理巡视员。2004.12－2009.12，国家发展改革委固定资产投资司副司长（2001.10-2005.06，北京师范大学经济与工商管理学院世界经济专业在职研究生学习，获经济学博士学位）。2009.12－2012.12，国家发展改革委固定资产投资司巡视员。

### 地方
2012.12－2013.01，西藏自治区发展和改革委员会党组书记、副主任。
2013.01－2016.01，西藏自治区政府党组成员，区发展和改革委员会党组副书记、主任。
2016.01－2016.11，西藏自治区人大常委会副主任，区发展和改革委员会党组副书记、主任。
2016.11－，西藏自治区人大常委会副主任，区发展和改革委员会党组书记。

### 落马
2022年11月16日，中央纪委国家监委网站发布：西藏自治区人大常委会副主任纪国刚涉嫌严重违纪违法，目前正接受中央纪委国家监委纪律审查和监察调查。2023年5月16日，遭到开除党籍、开除公职处分。同年6月，最高人民检察院以涉嫌受贿罪、国有公司人员滥用职权罪对纪国刚作出逮捕决定。
2024年12月11日，四川省成都市中级人民法院一审公开宣判，紀國剛直接或通過其親屬非法收受財物折合人民幣共計4398萬餘元，以受贿罪判处纪国刚有期徒刑十一年，并处罚金人民币三百万元，以国有公司人员滥用职权罪判处有期徒刑五年，决定执行有期徒刑十三年，并处罚金人民币三百万元；对其受贿所得财物及孳息依法予以追缴，上缴国库。